# IF Sleipner
IF Sleipner var en svensk idrottsklubb från Stockholm.
Klubben grundades 1897 och hade två storhetsperioder. Den första var omkring 1900 under Kristian Hellström varvid man främst var aktiv inom friidrott, cykelsport, fotboll och skidlöpning. Den andra storhetsperioden inträffade omkring 1940 med Åke Stenqvist som flaggnamn; härvid ägnade man sig främst åt friidrott och handboll.